# Cupaniopsis celebica
Cupaniopsis celebica är en kinesträdsväxtart som beskrevs av F. Adema. Cupaniopsis celebica ingår i släktet Cupaniopsis och familjen kinesträdsväxter. Inga underarter finns listade i Catalogue of Life.